# Mitologia norrena

L'incisione di Ramsund che ritrae brani della Saga Völsunga.

Con mitologia norrena, mitologia nordica, o mitologia scandinava, ci si riferisce all'insieme dei miti appartenenti alla religione tradizionale pre-cristiana dei popoli germanici della Scandinavia, compresi quelli che colonizzarono l'Islanda e le isole Fær Øer, dove le fonti scritte della mitologia norrena furono assemblate. È da ritenersi (al pari della mitologia anglosassone, o inglese) un ramo della mitologia germanica che è il nucleo mitematico più antico. La mitologia germanica ha radici nella mitologia indoeuropea.
Per la maggior parte dell'età vichinga venne trasmessa oralmente e le nostre conoscenze al suo riguardo sono basate soprattutto testi medievali (in particolare le due versioni dell'Edda), compilati in epoca successiva all'introduzione del cristianesimo tra i popoli germanici. La mitologia norrena si è conservata anche come fonte d'ispirazione letteraria, produzioni teatrali, cinematografica e videoludica, che spesso ne hanno tuttavia presentato i contenuti snaturandoli.

## Fonti

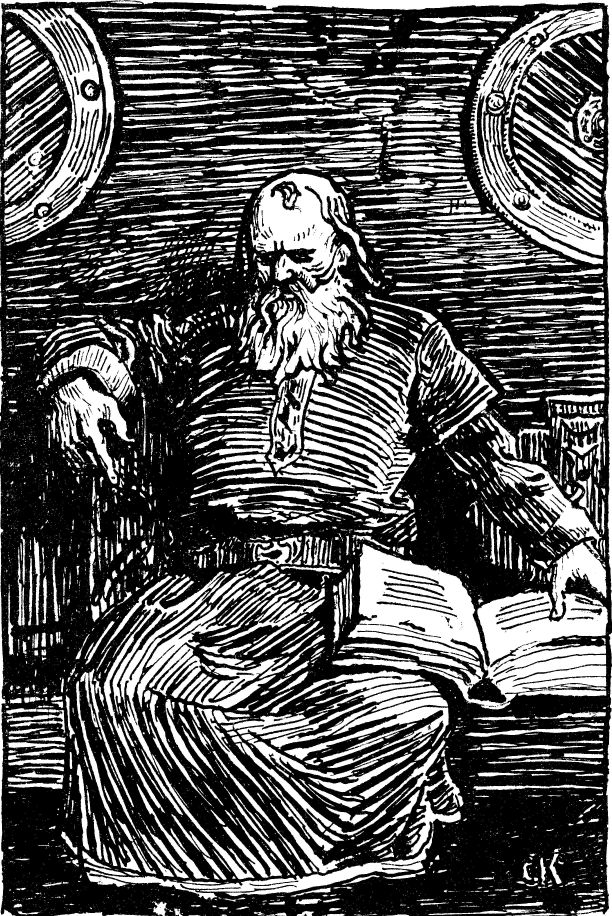
Lo storico e mitografo Snorri Sturluson in una illustrazione di Christian Krohg per l'edizione del 1899 dell'Heimskringla.

La maggior parte della mitologia germanica, trasmessa oralmente, è andata persa. Religiosi cristiani hanno recuperato e conservato frammenti più o meno corposi della mitologia norrena, la variante più tarda (altomedievale) della mitologia germanica. I due nomi principali sono quelli di Snorri Sturluson (compilatore dell'Edda) e Saxo Grammaticus, autore delle Gesta Danorum. Questi autori adottano un'interpretazione evemeristica, per cui le divinità norrene sono eroi umani o sovrani divinizzati.
L'Edda in prosa fu scritta probabilmente tra il 1222 e il 1225 da Snorri Sturluson (è detta per questo anche Edda di Snorri). Nelle intenzioni dell'autore, dovrebbe essere un manuale per aspiranti poeti. La costruzione delle complesse metafore poetiche (note come Kenningar) alla base della poesia norrena, tuttavia, richiede un'ampia conoscenza del retroterra mitologico, che qui Snorri espone estesamente.
L'Edda poetica (detta anche Edda di Sæmundr, in quanto erroneamente attribuita all'erudito Sæmundr il Saggio) fu scritta sempre nel XIII secolo. Tuttavia, i ventinove lunghi poemi che contiene risalgono a epoche di gran lunga anteriori, anche sino al IV o V secolo. Di questi, undici trattano delle divinità, altri di eroi leggendari, come il celebre Sigurðr, il Sigfrido della germanica La canzone dei Nibelunghi.
Oltre a queste fonti sono sopravvissute diverse leggende nel folklore orale scandinavo e tedesco, e centinaia di luoghi in tutta l'Europa germanica prendono il nome dagli dei. Esistono anche numerose pietre runiche, soprattutto in Scandinavia e in Inghilterra, che ritraggono scene della mitologia norrena, come la pesca di Thor, Odino che cavalca Sleipnir, Odino divorato da Fenrir, Hyrrokkin che cavalca verso il funerale di Baldr. In Danimarca è stata ritrovata una pietra che ritrae Loki con mustacchi arricciati e le labbra cucite. Sono stati anche recuperati idoli che ritraggono Odino (con un occhio solo), Thor (con il suo martello) e Freyr.

## Cosmologia
Secondo la mitologia norrena il mondo sensibile è "Miðgarðr" (lett. "Terra di Mezzo"). Circondata dalle acque, alla sua sommità si trova Ásgarðr, la dimora degli dei, raggiungibile unicamente tramite Bifrǫst, il ponte dell'arcobaleno. I Giganti vivono all'esterno del mondo, all'Est, in un luogo chiamato Jǫtunheimr ("Terra dei Giganti"). La dea Hel governa il sotterraneo regno "Helheim" ("Dimora di Hel"), luogo predestinato ai defunti. Nel Sud vi è l'infuocato e misterioso reame di Muspell, il Múspellsheimr dimora dei giganti del fuoco. Ulteriori regioni dell'immaginario norreno sono Álfheimr dimora degli Liósálfar o elfi della luce, Svartálfaheimr dimora degli elfi oscuri (ma questa divisione tra elfi è fatta unicamente da Snorri), Niðavellir le miniere dei Nani, Vanaheimr casa dei Vanir.

### Divinità

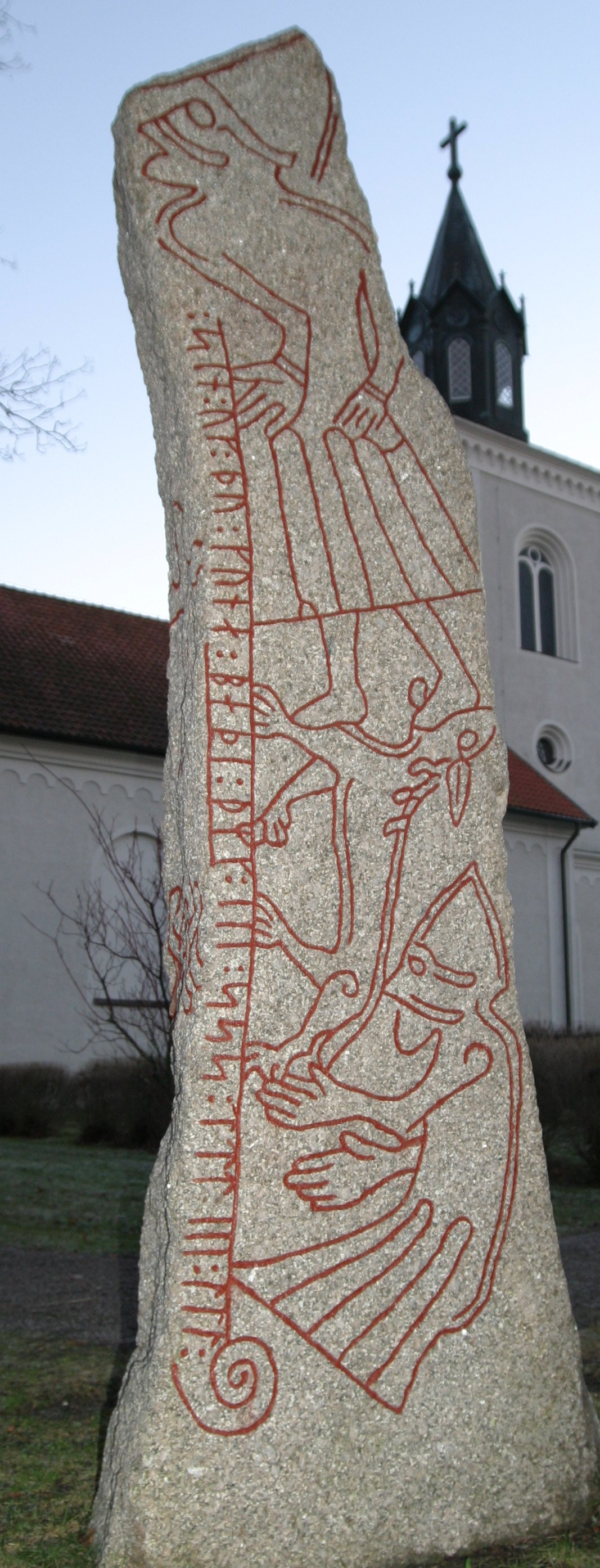
Pietra runica di Ledberg che potrebbe ritrarre il lupo Fenrir durante il Ragnarǫk.

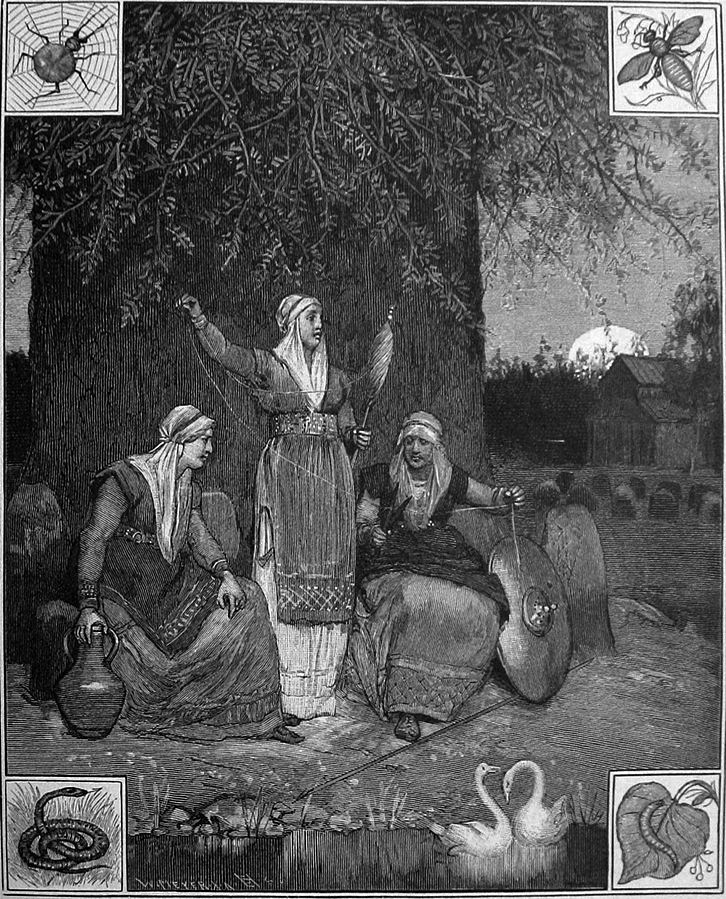
Le Norne tessono le trame del fato alle radici di Yggdrasill, l'albero del mondo

Le divinità sono divise in due classi: gli Asi (Æsir) e i Vani (Vanir). La distinzione non è tuttavia netta: in un antico passato le due fazioni si fronteggiarono in guerra, ma in seguito raggiunsero la pace, si scambiarono ostaggi e alcuni membri si unirono in matrimonio. Di determinate divinità non è chiara l'appartenenza a una delle due classi.
Alcuni studiosi hanno visto in questo racconto di successione divina una trasposizione dell'invasione delle tribù indoeuropee, che soppiantarono coi loro culti guerrieri le precedenti divinità agricole. Altri studiosi (come Georges Dumézil o Mircea Eliade) considerano la divisione tra Æsir e Vanir come l'espressione di una divisione strutturale delle diverse funzioni (divinità sovrane, guerriere e agricole) tipica delle religioni di supposta derivazione indoeuropea, e interamente spiegabile in tal senso.
Gli Æsir e i Vanir sono generalmente nemici degli Jǫtnar (singolare Jǫtunn). Paragonabili ai Titani della mitologia greca, vengono chiamati Giganti, anche se alcuni suggeriscono, come alternativa, "demoni". Da notare comunque che gli Æsir discendono dagli Jǫtnar, e sia Æsir che Vanir possono unirsi con loro per generare figli, quando non sono dei mostri. Esistono due classi generali di giganti: Hrímþursar, i "giganti di brina", e i Múspellsmegir o "giganti di fuoco" anche detti "Figli di Muspell".
Celebri tra gli altri enti divini sono Fenrir il lupo e il Jormungandr,il grande serpente che cinge il mondo, entrambi figli che il dio Loki ha avuto da una gigantessa. Altre creature spesso citate sono Huginn e Muninn ("pensiero" e "memoria"), i due corvi che mantengono informato Odino di tutto ciò che avviene nel mondo. Sleipnir, il cavallo a otto zampe di Odino, anch'esso figlio di Loki. Ratatoskr, lo scoiattolo che scorrazza tra i rami di Yggdrasill, l'albero del mondo.
Come per molte altre religioni indoeuropee, la mitologia germanica presenta una debole opposizione tra bene e male, tipica invece delle tradizioni abramitiche mediorientali. Loki, principio del disordine, in molte occasioni aiuta gli dei con la sua astuzia (per preservare l'ordine cosmico), e in altrettante li insulta e ne causa i lutti. I Giganti, non tanto fondamentalmente malvagi, sono piuttosto rudi, vanagloriosi e incivili. L'opposizione è più dunque tra un Ordine e un Caos non impermeabili l'uno all'altro.

### Vǫluspá: l'origine e la fine del mondo
L'origine e il destino del mondo sono descritti, anche se in modo molto confuso e criptico, nella Vǫluspá (La profezia della vǫlva o Profezia della Veggente), contenuta nell'Edda poetica.
Qui Odino evoca lo spirito di una vǫlva (cioè, una veggente) perché gli racconti il passato e il futuro. Pur riluttante, lo spirito deve cedere alle richieste di Odino, da sempre alla ricerca di nuova conoscenza, finché, dopo aver rivelato tutti i segreti del passato e del futuro, sprofonda di nuovo nelle tenebre della morte.

#### Il passato
In principio c'erano il mondo del ghiaccio Niflheimr e il mondo del fuoco Múspellsheimr e tra di essi Ginnungagap, un "vuoto spalancato", nel quale non viveva niente. Qui fuoco e ghiaccio si incontrarono, dando forma al gigante primordiale, Ymir e alla vacca cosmica, Auðhumla il cui latte nutrì Ymir. La mucca leccò il ghiaccio, dando forma al primo dio Buri, che fu il padre di Borr, padre a sua volta del primo Æsir, Odino, e dei suoi fratelli, Víli e Vé. Da Ymir discese invece la razza dei Giganti. Quindi i figli di Borr, Odino, Víli e Vé, uccisero Ymir e con il suo corpo formarono il mondo.
Gli dei regolavano il passaggio dei giorni e delle notti, così come delle stagioni. I primi esseri umani furono Askr ed Embla (frassino e olmo), formati dal legno e portati in vita ancora da Odino, Víli e Vé. Sól è la dea del Sole, una figlia di Mundilfœri, data in sposa a Glenr. Ogni giorno cavalca nel cielo sul suo carro trainato da due cavalli chiamati Árvakr e Alsviðr. Sol è perennemente inseguita da Skǫll, un lupo che vuole divorarla (probabile spiegazione delle eclissi), e che prima o poi la raggiungerà. Fratello di Sol è Máni, la Luna, anch'egli inseguito da un lupo, Hati. Uno scudo, chiamato Svalinn, si interpone tra la Terra e il Sole, per impedire che questi bruci il suolo con la sua eccessiva violenza.
La veggente descrive quindi il grande albero Yggdrasill e le tre norne che tessono le trame del fato ai suoi piedi. Quindi descrive la guerra primordiale tra Æsir e Vanir e l'omicidio di Baldr. A questo punto rivolge la sua attenzione al futuro.

#### L'avvenire
Al termine del tempo le forze del caos prenderanno il sopravvento, spezzando le loro catene. Guidate da Loki, daranno il via al Ragnarǫk, la battaglia finale tra le forze dell'ordine e le forze del disordine. Le due forze contrapposte si annienteranno a vicenda, distruggendo con loro l'intera creazione. Dalle sue ceneri, tuttavia, un nuovo mondo risorgerà, una nuova coppia originaria, Líf e Lífþrasir (salvatisi dal Ragnarǫk nascondendosi nel bosco di Hoddmímir o nel frassino Yggdrasill a seconda delle varie tradizioni), ripopolerà Miðgarðr, ricominciando così un ciclo di ascesa e decadenza.
Gli studiosi discutono sull'eventuale peso di un'influenza cristiana su queste ultime credenze.

## Re ed eroi
La mitologia non tratta solo di dei e creature soprannaturali, ma anche di eroi e re. Molti di essi sono probabilmente esistiti e generazioni di studiosi scandinavi hanno tentato di dividere la storia dai miti delle saghe. Gli eroi più famosi sono senza dubbio Sigfrido e Svipdagr, ma anche le Skjaldmær erano protagoniste di molte vicende eroiche.

## Culto germanico

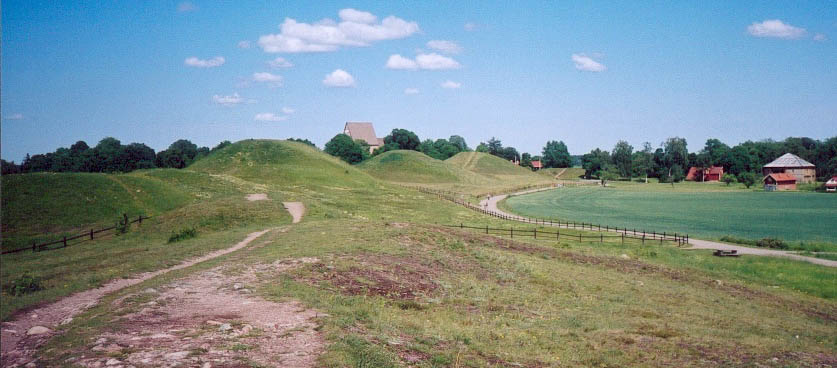
Gamla Uppsala, il centro della religione in Svezia fino alla distruzione del tempio nel tardo XI secolo.

### Centri della fede
Le tribù norrene raramente o quasi mai costruirono templi nel senso moderno. Il Blót, la forma di adorazione praticata dagli antichi popoli Germanici e Scandinavi assomigliava a quella dei Celti e Baltici: poteva essere celebrata in boschi sacri o anche in casa e/o con un semplice altare di pietre impilate detto "horgr". Comunque sembra che siano esistiti alcuni centri religiosi importanti, come Skiringsal, Lejre e Uppsala. Adamo da Brema afferma che esisteva un Tempio a Uppsala con tre statue di legno di Thor, Odino e Freyr.

### Sacerdoti
Mentre sembra che sia esistito qualcosa di simile a dei sacerdoti, questi non assunsero mai il carattere professionale e semiereditario dei druidi celti. Ciò perché la tradizione sciamanistica era mantenuta dalle donne, le Vǫlva. Si dice che i re germanici abbiano avuto origine dall'ufficio sacerdotale. Il ruolo sacerdotale del re era in linea con il ruolo generale del goði che era il capo di un gruppo di famiglie imparentate (per questa struttura sociale vedi clan norreni) e che amministrava i sacrifici.

### Sacrifici umani
Il racconto unico di un testimone diretto di un sacrificio umano germanico sopravvive nella narrazione di Ibn Fadlan di una sepoltura di una nave Rus' in cui una ragazza schiava si offrì volontariamente per accompagnare il suo signore nell'aldilà. Resoconti di seconda mano provengono da Tacito, Saxo Grammaticus e Adamo da Brema. L'Heimskringla racconta del re svedese Aun che sacrificò nove dei suoi figli in uno sforzo di prolungare la sua vita fino a che i suoi sudditi gli impedirono di sacrificare l'ultimo figlio, Egil.
Secondo Adamo da Brema i re svedesi sacrificavano schiavi umani ogni nono anno durante i sacrifici di Yule al Tempio di Uppsala. Gli svedesi avevano il diritto non solo di eleggere il re, ma anche di deporlo e sempre l'Heimskringla racconta che sia il re Dómaldi, che il re Óláfr Trételgja furono sacrificati dopo anni di carestia. Odino era associato alla morte per impiccagione e una probabile pratica del sacrificio Odinico mediante strangolamento ha un certo supporto archeologico nell'esistenza di cadaveri perfettamente conservati dall'acido delle torbiere dello Jutland (successivamente occupate dal popolo Danese), nelle quali furono gettati dopo esser stati strangolati. Un esempio è la Mummia di Tollund.

## Interazioni con il Cristianesimo

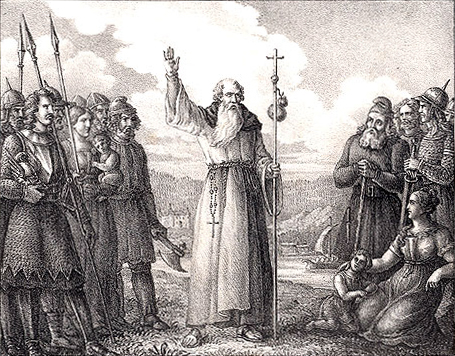
San Anscario, missionario cristiano ospitato da re Björn at Haugi a Birka attorno al 829.
Illustrazione di Hugo Hamilton del 1830.

Un importante problema nell'interpretare questa mitologia è che spesso i racconti più ravvicinati che sono giunti a noi risalgono all'epoca dei primi contatti con i cristiani. Come esempio sia l'Edda in prosa che la Heimskringla sono state scritte da Snorri Sturluson nel XIII secolo, oltre duecento anni dopo l'evangelizzazione dell'Islanda intorno all'anno 1000 e in un intenso clima politico antipagano in Scandinavia.
Generalmente tutta la letteratura della saga proviene dall'Islanda, un'isola remota e relativamente piccola; seppure nel clima di relativa tolleranza religiosa, il punto di vista di Sturluson era essenzialmente cristiano. Le copie dell'Heimskringla, che erano diffuse quanto la Bibbia nella Norvegia odierna, forniscono alcuni interessanti intuizioni sull'argomento. Snorri Sturluson introduce Odino come un mortale signore della guerra asiatico che acquisisce poteri magici, si insedia in Svezia e diviene un semidio successivamente alla sua morte. Dopo aver eroso la divinità di Odino, Sturluson racconta quindi la storia di un patto del re svedese Aun con Odino per prolungare la sua vita, in cambio del sacrificio dei suoi figli. Successivamente nella Heimskringla racconta in dettaglio come Sant'Olaf Haroldsson converta gli scandinavi al Cristianesimo.

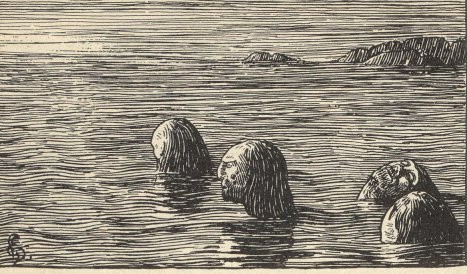
Durante la cristianizzazione della Norvegia, re Olaf I di Norvegia fece legare e abbandonare su uno skerry (piccola isoletta rocciosa) dei vǫlva maschi (sejdmen) in attesa della marea. Una terribile e lunga attesa della morte.

In Islanda, cercando di evitare l'invasione da parte del re cristiano Olaf I di Norvegia, l'assemblea parlamentare islandese votò a favore dell'introduzione del cristianesimo, ma permettendo il paganesimo in ambito privato. Da ciò derivò un'atmosfera più tollerante che permise lo sviluppo della letteratura della saga, che è una finestra vitale per permetterci di comprendere meglio l'era pagana.
D'altra parte, in Svezia scoppiarono nell'XI secolo una serie di guerre civili che terminarono con l'incendio del Tempio di Uppsala.
Il Gesta Hammaburgensis ecclesiae pontificum di Adamo da Brema riporta che i danesi si convertirono al cristianesimo nel 960, dopo un miracolo compiuto da un missionario di nome Poppone/Poppo (forse Poppo vescovo di Schleswig), che tenne in mano un ferro incandescente senza bruciarsi. Poppo disse che quella era la dimostrazione che Gesù era più grande di tutti gli dei germanici. Il re Harald I ne convenne e si fece cristiano all'istante.
Nel 1028, con fine del regno di sant'Olaf, fervente religioso, quasi tutti i norvegesi erano passati al cristianesimo, ma sopravvissero alcuni gruppi fedeli al culto di Odino.
Ad esempio, nella vivace città commerciale di Bergen sono state rinvenute due iscrizioni runiche del XIII secolo, una che dice possa Thor riceverti, possa Odino possederti. La seconda è una galdra che dice «Io incido rune di cura, Io incido rune di salvezza, una volta contro gli elfi, due volte contro i troll, tre volte contro i giganti». La seconda cita anche la pericolosa Valchiria Skagull.
Esistono poche altre testimonianze che vanno dal XIV secolo al XVIII secolo, ma il clero, come racconta Olao Magno nel 1555, scrisse della difficoltà di estinguere le vecchie credenze. La canzone di Þrymskviða pare essere stata particolarmente resistente, così come la romantica Hagbard e Signy, e sono state registrate versioni di entrambe nel XVII secolo e anche nel XIX secolo. Nell'Ottocento e all'inizio del Novecento studiosi del folclore svedese hanno documentato le credenze popolari, scoprendo che sopravvivevano molte antiche tradizioni della mitologia norrena. Comunque queste erano ormai molto lontane dall'essere il sistema coeso raccontato da Snorri. Molte divinità furono dimenticate e solo Odino e l'uccisore di giganti Thor figurano in numerose leggende. Freia viene a volte menzionata e Baldr sopravvive solo nelle leggende riguardanti alcuni toponimi.
Altri elementi della mitologia nordica sono sopravvissuti senza essere percepiti come tali, specialmente quelli riguardanti gli esseri soprannaturali del folklore scandinavo. Inoltre la fede nordica nel destino è stata molto solida fino a tempi recenti. Poiché l'inferno cristiano somiglia alla dimora dei morti della mitologia nordica, uno dei suoi nomi fu prestato dalla vecchia fede: Helvite, cioè punizione di Hel. Alcuni elementi delle tradizioni Yule furono preservati, come la tradizione svedese di uccidere il maiale a Natale, che originariamente era parte del sacrificio a Frey.
Loki, per la sua natura traditrice, diabolica e crudele secondo alcune teorie è la versione nordica di Lucifero e del diavolo.

## Nomenclatura dei giorni della settimana
Analizzando attentamente i nomi dei giorni della settimana nelle lingue scandinave e germaniche, si nota come i nomi degli dèi della mitologia norrena compaiano molto spesso nelle lingue moderne:
Nota: il nome fra parentesi è una delle varianti della lingua germanica
| Lingue moderne | Lingue moderne | Lingue moderne | Lingue moderne | Lingue moderne | Lingue moderne     | Lingue moderne | Norreno    | Divinità       |
| Italiano       | Inglese        | Tedesco        | Olandese       | Islandese      | Danese e norvegese | Svedese        | Norreno    | Divinità       |
| -------------- | -------------- | -------------- | -------------- | -------------- | ------------------ | -------------- | ---------- | -------------- |
| Lunedì         | Monday         | Montag         | Maandag        | Mánudagur      | Mandag             | Måndag         | Mánandagr  | Máni - la Luna |
| Martedì        | Tuesday        | Dienstag       | Dinsdag        | Þriðjudagur    | Tirsdag            | Tisdag         | Tysdagr    | Týr            |
| Mercoledì      | Wednesday      | Mittwoch       | Woensdag       | Miðvikudagur   | Onsdag             | Onsdag         | Óðensdagr  | Odino (Woden)  |
| Giovedì        | Thursday       | Donnerstag     | Donderdag      | Fimmtudagur    | Torsdag            | Torsdag        | Þorsdagr   | Thor (Donar)   |
| Venerdì        | Friday         | Freitag        | Vrijdag        | Föstudagur     | Fredag             | Fredag         | Friádagr   | Freia o Frigg  |
| Sabato         | Saturday       | Samstag        | Zaterdag       | Laugardagur    | Lørdag             | Lördag         | Laugardagr | Satære         |
| Domenica       | Sunday         | Sonntag        | Zondag         | Sunnudagur     | Søndag             | Söndag         | Sunnundagr | Sól - il Sole  |

## Influenze moderne
In tempi più recenti ci sono stati tentativi, sia in Europa sia negli Stati Uniti, di restaurare l'antica religione germanica sotto il nome di Etenismo. In Islanda l'Ásatrú (tradizione nordica dell'Etenismo) è stata riconosciuta dallo stato come religione nel 1973, legalizzando i suoi matrimoni, battesimi e altre cerimonie. In Danimarca è una religione ufficiale e legale, sebbene ancora discretamente nuova.

### Sviluppi musicali
La mitologia norrena, nell'accezione del Canto dei Nibelunghi, ha ispirato Richard Wagner nella composizione delle quattro opere che compongono L'anello del Nibelungo (Der Ring des Nibelungen).
In tempi più recenti la mitologia norrena è stata una forte fonte di ispirazione per i testi di molte canzoni di gruppi Black Metal, Death Metal, Folk Metal e soprattutto Viking Metal. Tra i quali: Manowar, Burzum, Enslaved, Týr, Unleashed, Amon Amarth e moltissimi altri. Oltre al metal, un'intera branca del genere neofolk ha sviluppato un interesse nei confronti dei temi mitologici nordici, con vasto impiego di strumenti tradizionali e testi in lingue nordiche. Tra questi si annoverano sia gruppi che solisti quali: Wardruna, Faun, Skáld, Danheim, Heilung. Inoltre i gruppi rock britannici Queen e Led Zeppelin, si sono più volte ispirati alla mitologia norrena all'interno dei testi. L'esempio più noto è Immigrant Song per i Led Zeppelin, mentre i Queen hanno composto Seven Seas of Rhye.

### Influenze sulla letteratura fantasy e nei giochi di ruolo
I racconti di grandi guerrieri e maghi mortali hanno dato vita al genere della narrativa fantasy nel XX secolo.
Robert E. Howard ha preso in prestito estensivamente elementi della mitologia norrena per molti dei suoi lavori fantasy, tra cui la sua più famosa creazione Conan il barbaro, un mercenario cimmero ed eroe di numerose storie brevi e novelle. Successivamente altri seguirono le sue orme. Poul Anderson ha scritto una serie di romanzi ambientati nel mondo della mitologia norrena, tra cui La spada spezzata, La saga di Hrolf Kraki, La guerra degli dèi e, ispirandosi alle ballate danesi, I figli del tritone. Il primo racconto del ciclo di Harold Shea, di L. Sprague de Camp e Fletcher Pratt, trae la sua ambientazione da un episodio dell'Edda in prosa di Snorri Sturluson. La mitologia norrena è invece presente, in misura minore rispetto a quella anglosassone, ne Il Signore degli Anelli di J. R. R. Tolkien. Molti autori famosi come Robert Jordan, Terry Brooks, Raymond Feist, David Eddings, Tad Williams, Il gioco proibito di Lisa J. Smith e altri, hanno preso in prestito elementi dalla mitologia norrena.
L'intera saga de La ragazza drago, scritta da Licia Troisi, è basata sulla mitologia nordica, in più anche la trilogia di Magnus Chase e gli dei di Asgard, di Rick Riordan, è basata sulla mitologia nordica. Anche la serie TV canadese Vikings è basata sulla mitologia nordica.
Miti del Nord di Neil Gaiman contiene racconti ispirati alla mitologia nordica.
Ciò aiutò il fantasy a svilupparsi come genere separato e, d'altra parte, la sua nascita diede una spinta alla diffusione di giochi di ruolo (degli esempi sono Dungeons & Dragons e NosTale, un gioco di ruolo MMORPG) e videogiochi con ambientazioni fantasy.

### Influenze nella cultura di massa
Molti dei personaggi del pantheon norreno sono stati adattati e immessi nei fumetti dell'Universo Marvel con l'arrivo di Thor, uno dei supereroi pubblicato da più tempo. Personaggi del pantheon norreno sono anche eroi dell'anime giapponese Matantei Loki Ragnarok. Ragnarok è inoltre il nome dell'astronave in dotazione ai personaggi di Final Fantasy VIII e il nome di una spada ricorrente nella serie. In Final Fantasy VII, la città capitale del mondo di gioco si chiama Midgar. Odino e Midgardsormr sono due Evocazioni ricorrenti nella serie di Final Fantasy. Alcuni personaggi del manga giapponese Oh, mia dea! di Kōsuke Fujishima sono ispirati anch'essi alla mitologia norrena: le tre dee protagoniste assieme al mortale Keiichi Morisato sono le Norne. Anche nella serie di manga e anime de I Cavalieri dello zodiaco vengono citati nomi e caratteristiche di personaggi della cultura Norrena adattati al ruolo dei combattenti fronteggiati dai cavalieri dello zodiaco durante le avventure situate ad Asgard.
Possiamo trovare riferimenti alla mitologia norrena anche nella 3ª stagione dell'anime High School DxD, vedendo anche la raffigurazione di alcune divinità norrene (come ad esempio Odino e Loki).
Nella serie a fumetti Martin Mystère un filone narrativo riprende i temi della mitologia norrena con storie di ampio respiro in cui vi sono commistioni anche con la mitologia celtica e con le leggende su Re Artù.
I videogiochi God of War, uscito nel 2018, Assassin's Creed Valhalla uscito nel 2020 ed Hellblade: Senua's Sacrifice sono ambientati nella mitologia norrena.
Il videogioco Apsulov: End of Gods è ambientato in un futuro alternativo dove l'universo attuale coesiste con i mondi descritti dalla mitologia norrena